# 青年自由党
青年自由党（せいねんじゆうとう、英語訳: Youth Liberal Party）は、東日本ハウス（現・日本ハウスホールディングス）創業者で元社長・中村功が党首、元陸上自衛官幹部で予備一等陸尉の浅海維元が党本部長を務めた保守系政治団体。1994年3月17日に結党。おしくも国会議員選出が出来ず、資金不足となり2014年の党機関紙発行を最後に活動停止、事実上解散となった。

## 党史
1993年の第40回衆議院議員総選挙に旧岩手1区より無所属で立候補、当選し、「自民党・自由国民会議」の一員として活動した中村力（功党首の息子）は事実上ここの推薦候補とも言えるものであった。母体は企業経営者の政治学習組織漁火会。かつて漁火会は政治家養成組織として知られた。
結党前の1993年に行なわれた総選挙では、中村力以外にも複数の無所属候補を漁火会として支援している。当選は中村のみに留まったが、支援を受けた候補の中には、後に自民党衆議院議員経て参議院議員になる赤池誠章や国民新党を経て現在立憲民主党の衆議院議員となる野間健がいる。また、高市早苗は漁火会からの支援の申し出を断っている。
確認団体（比例区・選挙区合計で公認候補10名以上擁立）として参戦した1995年第17回参議院議員通常選挙では新進党、1998年第18回参議院議員通常選挙では自民党や維新政党・新風、小沢自由党と支持層が重なり苦戦した。
1998年5月に映画『プライド・運命の瞬間』2001年には『ムルデカ17805』の製作を指揮し、上映について物心両面で支援していた。
同党所属の地方議員が複数いたが、『ムルデカ―』興行失敗など、党首の事業失敗により活動が先細りし、所属議員や候補者は自民党や新風などに移籍した。
機関紙「漁火新聞」を発行しており、2010年6月号において中村会長が「漁火会は日本創新党に期待し、会として応援する」と発言した旨の報道があったが中村の年齢的な事情を理由に2014年12月号をもって発行を終了している（総務相への政治資金収支報告書提出は2004年・2005年と2年連続怠り2006年4月1日以降は政治団体ではない人格なき社団）。
2024年現在、活動を確認出来るものは無いため消滅したと考えられる。

## 党の綱領
- 一、わが党は、伝統を尊重し、漸進的改革を旨とする保守政党をめざす。
- 一、わが党は、議員政党ではなく、国民自らを主体とする国民政党をめざす。
- 一、わが党は、政治に参加し、政治を変えることは国民の最も基本的な義務であると信ずる。
- 一、わが党は、政治は本来崇高なものであると信じ、それにふさわしい高い「志」と「清廉さ」とを旨とする。
- 一、わが党は、国民を信頼する。しかし、多数には迎合せず、勇気をもってその政治的理念の実現をはかる。
- 一、わが党は、既成の発想にこだわらず、長期的視野に立った「国民益」を考え行動する。

## 基本政策
- 二十一世紀に向けて新憲法の制定を
- 謝罪外交から誇りある国益外交へ
- 正しい歴史と偉人伝を教科書に
- 「緑の十字軍」の創設を
- 中小企業税制の構造改革を

以上は1998年の第18回参議院議員選挙にむけて掲げられた政策だが、1994年3月の結党時には、
- 政治に真の競争原理を導入するため、議員の世襲禁止
- 官公庁のムダ遣い是正を要求する
- 在日留学生への「奨学金」制度の確立をはかる
- 豊かな高齢者社会のために老人ホームにかわる「親孝行奨励金」制度の創設をめざす

といった政策も掲げられていた。

## 選挙
- 1995年の第17回参院選で、「正義と勇気」をスローガンに比例区で10名を擁立するが全員落選。
- 1996年の第41回総選挙で、1名の公認候補と中村力を含む党関係者数名が無所属で立候補するが全員落選。
- 1997年の東京都議選で、10名を公認候補として擁立するが全員落選。
- 1998年の第18回参院選で、「中小企業と日本のために」をスローガンに比例区で5名、選挙区で公認12名推薦1名を擁立するが全員落選。
- 1999年の統一地方選挙では、公認・推薦を合わせて55名を擁立し14名が当選。
- これ以降、数ヵ所の市会議員選挙に候補を擁立したが当選者を出すことはなく、党としての活動は実質的に停止するが、他党に移籍したり無所属として活動し、地方議員や首長になった者も複数いる。

## 党員
党名に青年を冠するが、その精神を大事にするという意味で、入党に年齢制限は無かった。これはマッツィーニの「青年イタリア」やオスマン帝国末期の「青年トルコ党」あやかったもの。また保守政党を標榜する一方で、保守という言葉があいまいになっているとして、自分達の立場を「日本人派」あるいは「日本派」と呼んでいた。
党費は年1万円。党員になると、党のシンボルマーク模ったバッヂ、党員証、党名が書かれたプレートがもらえた。

## 立候補歴のある人物(国政のみ)
- 中村功　党首。95年参院選の比例4位。98年参院選東京選挙区公認。
- 野田将晴　党代表幹事。98年参院選比例1位。96年総選挙に熊本1区から無所属で立候補。後、自由連合に移籍。
- 八田信之　95年参院選比例1位。後、自由党に移籍。
- 沢田健一　96年総選挙で北海道2区公認。98年参院選北海道選挙区公認。
- 松島悠佐　党常任幹事。98年参院選比例2位。
- 中武賢臣　党青年部長。98年参院選比例5位。後、維新政党・新風に移籍。
- 鈴木尚之　98年参院選福島選挙区公認。
- 片庭正雄　98年参院選茨城選挙区公認。
- 佐藤克男　95年参院選比例6位。98年参院選神奈川選挙区公認。
- 河野統　党政策委員。95年参院選比例10位。96年総選挙で東京4区から無所属で立候補。

## 参考資料
- 中村功「非エリートがエリートに勝つ日」
- 板垣英憲「21世紀のパワーエリートたち松下政経塾のリーダー論」